# ناپدید شدن سیدنی هال
ناپدید شدن سیدنی هال (به انگلیسی: The Vanishing of Sidney Hall)، که با عنوان سیدنی هال نیز شناخته می‌شود، فیلمی در ژانر درام معمایی به نویسندگی و کارگردانی شان کریستنسن و محصول سال ۲۰۱۷ آمریکاست. لوگان لرمن، ال فانینگ، میشل موناهن، ناتان لین و کایل چندلر از جمله بازیگران فیلم هستند. لوگان لرمن به غیر بازی در نقش اصلی، تهیه‌کننده اجرایی فیلم نیز می‌باشد. بعد از فیلم سوپر ۸ این دومین باری است که کایل چندلر و ال فانینگ با یکدیگر، هم بازی می‌شوند گرچه در این فیلم صحنه مشترکی با یکدیگر ندارند.
داستان فیلم دربارهٔ نویسنده گوشه‌گیر و عجیبی به نام سیدنی هال است که به دلایل نامعلوم تمامی نسخه‌های کتاب‌های خود را از کتاب‌خانه‌های مختلف جمع‌آوری کرده و آن‌ها را آتش می‌زند. در این حال، یک پلیس بی‌نام و نشان سعی در پیدا کردن سیدنی و فهمیدن رازهای زندگی او دارد.
فیلم‌برداری فیلم از اواخر آوریل ۲۰۱۶ آغاز شد. ناپدید شدن سیدنی هال نخستین بار در جشنواره فیلم ساندنس رونمایی شد. فیلم اکران محدود خود را از تاریخ ۲ مارس ۲۰۱۸ آغاز کرد و سپس توسط «دایکر تی وی سینما» به صورت اینترنتی عرضه شد.
ناپدید شدن سیدنی هال با واکنش‌های مختلفی مواجه شد.منتقدان چندان فیلم را دوست نداشتند اما مردم و تماشاگران از آن استقبال کردند. راتن تومیتوز گزارش کرد که ۸۳٪ مردم نسبت به فیلم نظر مثبتی داشته‌اند این در حالی است که در همین سایت، تنها ۹٪ منتقدان نسبت به آن نظر مثبتی داشته‌اند که نشان می‌دهد مردم بسیار بیشتر نسبت به منتقدان، طرفدار فیلم هستند. متاکریتیک نیز گزارش مشابهی را منتشر کرد. در متاکریتیک، فیلم امتیاز ۲۱/۱۰۰ را گرفته‌است که این میانگین از روی ۱۰ نقد به دست آمده‌است.اما نمره مردم به فیلم چیزی کاملاً متفاوت است و تماشاگران به آن امتیاز ۷٫۸/۱۰ را داده‌اند.

## داستان
فیلم روایتی غیر خطی دارد و داستان زندگی سیدنی هال را در سه دوره نوجوانی، جوانی و بزرگسالی به تصویر می‌کشد. سیدنی هال پسری گوشه‌گیر، منزوی و درونگرا است که استعداد زیادی در امر نوشتن دارد. سیدنی روحیات عجیبی دارد. او از مشکلات خانوادگی زیادی رنج می‌برد و فقط نوشتن است که کمی او را آرام می‌کند. سیدنی سرانجام موفق می‌شود کتابی بنام «تراژدی در حومه شهر» بنویسد که داستان آن دربارهٔ خودکشی تلخ یک پسر نوجوان است. در حالی که کتاب با موفقیت و البته حاشیه‌های فراوانی مواجه می‌شود، سیدنی سعی می‌کند از گذشته تاریک خود فرار کند که این مسئله عواقبی برایش به ارمغان می‌آورد…